# 新竹市文化局
24°48′40″N 120°58′08″E / 24.811231°N 120.968799°E
新竹市文化局，是中華民國新竹市政府所屬的一級行政機關，總局位於新竹市北區，專門負責推動新竹市各項藝術文化活動，也是新竹市文化資產保護的管理行政機關。所屬機構有玻璃工藝博物館、影像博物館、眷村博物館、圖書館、演藝廳、美術館、辛志平校長故居、黑蝙蝠中隊文物陳列館、鐵道藝術村等相關藝文機構。

## 沿革
- 1980年，新竹縣政府興建中正紀念圖書館。
- 1982年新竹縣與新竹市分治，新竹市政府認為中正紀念圖書館建築不符文化中心之需求，故不願接收。
- 1986年，在新竹市議會有條件的附帶決議下，以圖書館的名義先行啟用，另爭取經費進行建設演藝廳之計劃。
- 1986年10月31日，中正紀念圖書館改建而成的新竹市立文化中心正式開館啟用。
- 2000年1月1日，新竹市立文化中心改制為新竹市文化局[1][2]。

## 組織架構

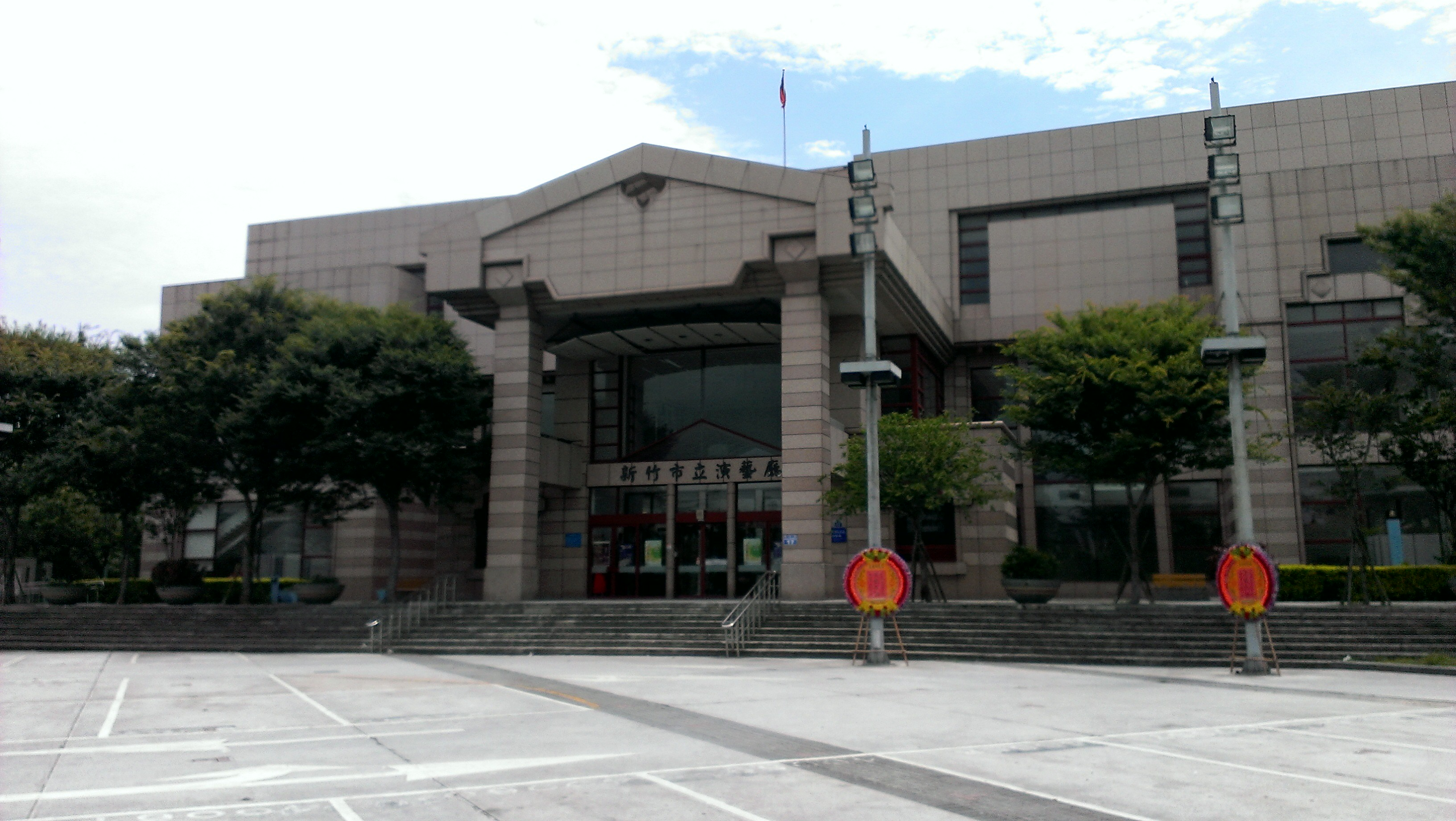
新竹市文化局演藝廳

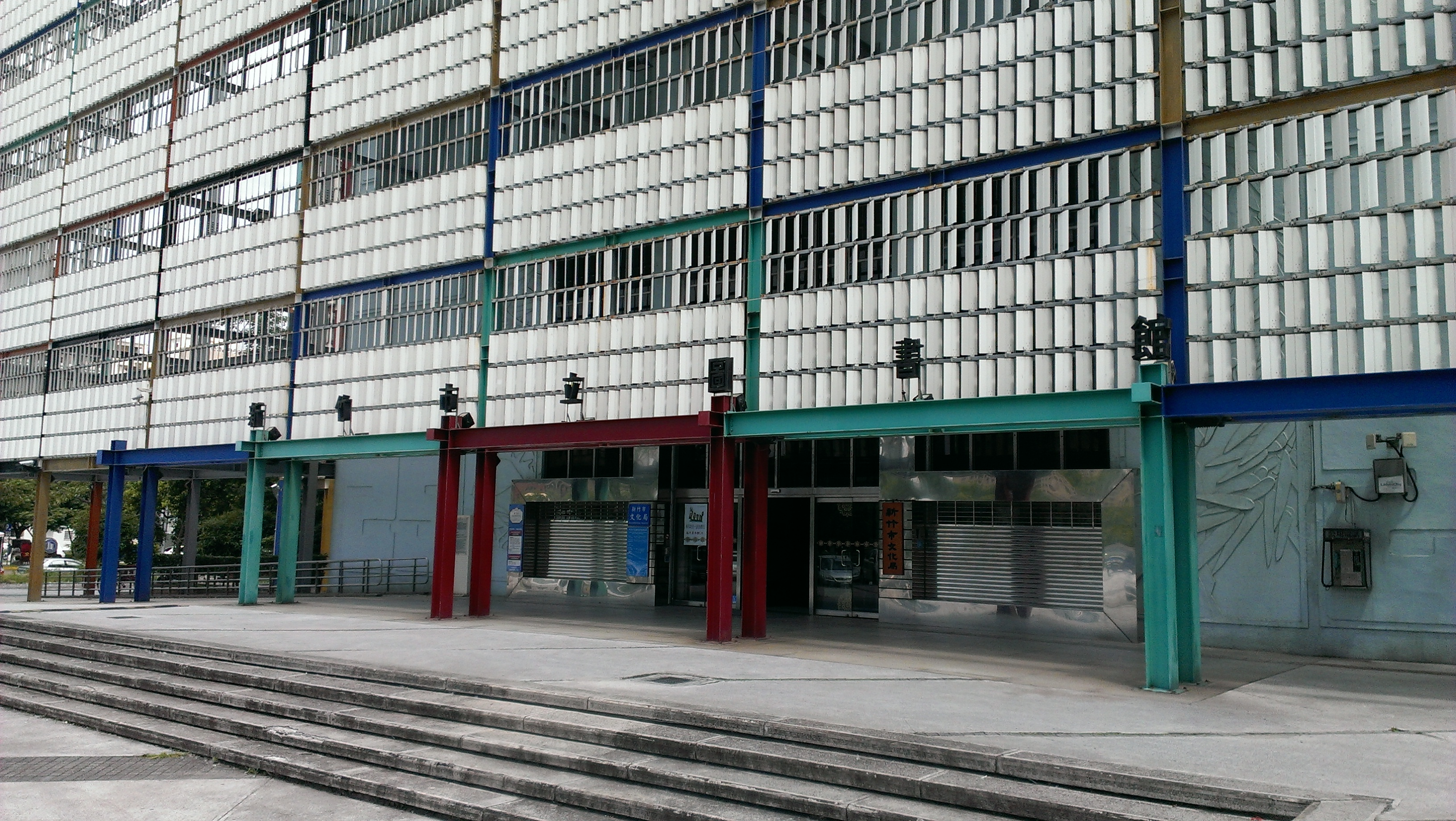
新竹市文化局圖書館

### 行政單位
局長、副局長、秘書各一名，下設文化資產科、視覺藝術科、藝文推廣科、表演藝術科、博物館科、圖書資訊科、客家事務科、行政科、會計室、人事室、政風室等。

### 所屬館舍
文化資產科
- 辛志平校長故居
- 李克承博士故居
- 新竹少年刑務所演武場
- 南大路警察宿舍
- 新竹州警務部部長官舍

客家事務科
- 新竹市客家會館

表演藝術科
- 演藝廳

視覺藝術科
- 新竹市美術館
- 鐵道藝術村
- 241藝術空間

圖書資訊科
- 圖書館
  - 龍山分館
  - 鹽水分館
  - 香山分館
  - 南寮分館
  - 金山分館
  - 動物園分館
  - 青少年分館
- 將軍村開放圖書資訊園區
- 西門自修室

博物館科
- 玻璃工藝博物館
- 影像博物館
- 眷村博物館
- 黑蝙蝠中隊文物陳列館
- 風livehouse
- 新竹水道取水口展示館

藝文推廣科
- 社區總體營造[3]

## 地方文化館

### 公立（或委外）機構
- 新竹世博台灣館
- 新竹市消防博物館

## 外部連結
- 新竹市文化局 （页面存档备份，存于）（中文）（英文）